# Ze zeggen dat het er spookt
Ze zeggen dat het er spookt is een avonturenroman van de Vlaamse schrijfster Marleen Vanwelkenhuysen met illustraties van Kathleen Gouwy. Het boek is uitgegeven bij Uitgeverij Averbode.

## Verhaal
Vier katten denken dat een molen in de buurt van hun boerderij van hen is en ze geloven dat het er spookt. In de nabijheid van de molen is er een scoutingkamp. Esther is een meisje dat voor de eerste keer op kamp gaat en zij en haar vriendin gaan op avontuur in de molen en ontmoeten de katten. Op een nacht gaan zowel de katten als de meisjes naar de molen kijken omdat ze een vreemd licht gezien hebben in de molen...

## De schrijfster
- De schrijfster kreeg de John Flandersprijs-Averbode voor de boeken “Hij noemt me Anna” (1998) en “Jesse en Elisah” (2002).